# Carl Hellmuth Hertz
Carl Hellmuth Hertz (znany tez jako Carl Helmut Hertz; ur. 15 października 1920 w Berlinie, zm. 29 kwietnia 1990 w Lund) – niemiecki fizyk, pionier w dziedzinie ultrasonografii i drukarek atramentowych, syn Gustava Ludwiga Hertza, laureata Nagrody Nobla w dziedzinie fizyki w  1925.

## Życiorys
Carl Hellmuth Hertz był synem profesora Gustava Hertza i jego żony Ellen Dihlmann. Ukończył elitarną szkołę z internatem (Schule Schloss Salem) w 1939 w wieku 19 lat z najwyższą oceną z matematyki i fizyki. W tym samym roku został przyjęty na Uniwersytet Techniczny w Berlinie, na którym studia zostały przerwane przez wybuch wojny. Został wcielony do armii niemieckiej i służył jako żołnierz w II wojnie światowej. W 1943 dostał się w Afryce północnej do niewoli amerykańskiej i po przywiezieniu do Ameryki, został umieszczony w obozie jenieckim, w którym przebywał do 1946. Po jego opuszczeniu krótko studiował matematykę na Uniwersytecie Chicagowskim. Ponieważ jego ojciec przebywał i prowadził badania w tym czasie w Związku Radzieckim, nie mógł dostać pracy w USA. Dzięki pomocy Jamesa Francka i Nielsa Bohra umożliwiono mu wyjazd do Szwecji, gdzie rozpoczął studia i pracę na Wydziale Fizyki Uniwersytetu Lund, na którym w 1953 uzyskał licencjat, a w  1955 tytuł doktora fizyki na podstawie rozprawy dotyczącej wysokonapięciowych wyładowań koronowych.
Od 1961 był nauczycielem akademickim na Uniwersytecie w Lund, a od 1963 profesorem technologii pomiarów elektrycznych w Lund. Był zaangażowany w rozwój zarówno technologii drukarek atramentowych, jak i technologii ultradźwiękowej. W 1954 wyprodukował wraz ze szwedzkim lekarzem Inge Edlerem pierwsze echokardiografy, umożliwiające prezentację w trybie jednowymiarowym (M-mode). Za to osiągnięcie zostali wyróżnieni w 1977 Nagrodą im. Alberta Laskera w dziedzinie klinicznych badań medycznych.
Ultradźwięki nie ograniczały się tylko do kardiologii. W 1961 ultradźwięki zostały wykorzystane do wykrycia ciąży bliźniaczej. Umożliwiło to uniknąć potencjalnie niebezpiecznych badań rentgenowskich. W 1967 uzyskał pierwsze dwuwymiarowe obrazy serca (2D) w czasie rzeczywistym.  Od tego momentu jego głównym zainteresowaniem stały się próby modyfikacji atramentowego rejestratora samochodowego w celu rejestracji echokardiograficznych krzywych M-mode i obrazów 2D. Wynalazł on metodę elektrycznej kontroli maleńkich kropelek, która umożliwiła mu umieszczenie kropki atramentu na kartce papieru w czasie około jednej milionowej sekundy. Metoda umożliwiła drukowanie cyfrowo generowanych obrazów w pełnym kolorze o rozmiarze piksela 0,1 X 0,1 mm i z płynnie zmiennym nasyceniem kolorów w każdym pikselu. Kolorowe obrazy atramentowe mają teraz jakość niemal nierozerwalnie związaną z prawdziwymi kolorowymi fotografiami. Kolorowy ploter atramentowy jest komercyjnie produkowany i używany na całym świecie.
Był członkiem renomowanych stowarzyszeń, z których najważniejsze to Królewska Szwedzka Akademia Nauk Inżynieryjnych i Królewska Szwedzka Akademia Nauk, która jest organizacją wybierającą laureatów Nagrody Nobla w dziedzinie fizyki, chemii i ekonomii. Był członkiem rady redakcyjnej Ultrasound in Medicine and Biology od jej pierwszego wydania we wrześniu 1973, a po przejściu na emeryturę, został jej pierwszym emerytowanym członkiem.
Był żonaty z Birgit Nordbring, z którą miał dwóch synów: Thomasa i Hansa.

## Wyróżnienia
- 1971 – członek honorowy American Institute of Ultrasound in Medicine
- 1977 – Nagroda im. Alberta Laskera w dziedzinie klinicznych badań medycznych
- 1978 – tytuł doktora honoris causa wydziału medycznego Uniwersytetu w Lund
- 1984 – Złoty Medal Królewskiego Towarzystwa Fizjograficznego w Lund (Royal Physiographic Society in Lund)
- 1986 – Nagroda Albert Rose Electronic Imager of the Year Award (za pracę nad technologią drukarek atramentowych)